# Ramón Samaniego Palacio
Ramón Samaniego Palacio fue un abogado, diputado  y escritor ecuatoriano. Nació Sosoranga en la provincia de Loja en 1826; abogado de la Universidad Central de Quito, Diputado y senador en varias Legislaturas; Suplente del coronel don Manuel Carrión y Pinzano, Jefe Civil y Militar de la República Federal de Loja en 1859, y Ministro Juez de la Corte Superior de Justicia como Tribunal al Supremo de Apelación establecido por dicho Gobierno Federal. Literato de reputación, cultivó la poesía en sus momentos de solaz y publicó en El Iris algunas de sus composiciones.